# Varghunden (film)
Varghunden (originaltitel: White Fang) är en amerikansk äventyrsfilm från 1991 i regi av Randal Kleiser. Filmen är (löst) baserad på Jack Londons roman från 1906 med samma titel. Den producerades av Walt Disney Pictures.

## Handling
Den föräldralöse guldgrävaren Jack (spelad av Ethan Hawke) anländer till Klondike i Alaska för att ta över sin fars inmutning. Han slår följe med Alex (Klaus Maria Brandauer) och dennes kompanjon Skunker (Seymour Cassel). Varghunden Vitkäft (White Fang) visar sig bli en god vän till Jack.

## Rollista i urval
- Ethan Hawke – Jack Conroy
- Klaus Maria Brandauer – Alex Larson
- Seymour Cassel – Clarence "Skunker" Thurston
- Susan Hogan – Belinda Casey
- James Remar – Beauty Smith
- Pius Savage – Grey Beaver
- Bill Moseley – Luke